# چری کریک (نوادا)
چری کریک (به انگلیسی: Cherry Creek) یک منطقهٔ مسکونی در ایالات متحده آمریکا است که در شهرستان وایت‌پاین، نوادا واقع شده‌است. چری کریک ۷۲ نفر جمعیت دارد و ۱٬۸۶۸٫۴۵ متر بالاتر از سطح دریا واقع شده‌است.